# Hendersonia aberrans
Hendersonia aberrans är en svampart som beskrevs av Petr. 1927. Hendersonia aberrans ingår i släktet Hendersonia och familjen Phaeosphaeriaceae.   Inga underarter finns listade i Catalogue of Life.